# Басанец, Пётр Алексеевич
Пётр Алексеевич Басанец (укр. Петро Олексійович Басанець; 23 апреля 1926, Буромка, Черниговская область — 2007, Киев) — советский украинский художник, Народный художник Украинской ССР (1990), Заслуженный художник Украинской ССР (1977).

## Биография
Родился 23 апреля 1926 года в с. Буромка Ичнянского района Черниговской области. Окончил Киевский художественный институт. Работал художником в журнале «Зміна», сотрудничал с другими периодическими изданиями. Более 40 лет преподавал в Киевской художественной академии. Народный художник Украинской ССР, профессор Национальной академии изобразительного искусства и архитектуры.

## Творчество
Участник множества художественных выставок, в том числе персональных и международных; член Совета общества «Черниговское землячество» в Киеве.
Известная картина П. А. Басанца «Україна духовна» украшает один из главных залов Мариинского дворца в Киеве. Это монументальное полотно (2×3 м) воспроизводит в художественных образах свет украинской нации, её высокую духовность. На нём изображено около 150 исторических личностей, которые жили и творили на Украине и для Украины.
Его классические эпохальные картины «Чуття єдиної родини», «Наш клас», «Над тихим Удаєм», «На Десні», «Микола Кибальчич», «Т. Шевченко в Качанівці», «Генерал Кирпонос в останньому бою», портреты Леси Украинки, Н. Ужвий, П. Тычины, О. Гончара, Т. Шевченко и другие получили всенародное признание и находятся в музеях Украины и за границей.
П. А. Басанец — участник Великой Отечественной войны, дважды был ранен. В свободные минуты рисовал своих однополчан, выдающихся военачальников. Петр Алексеевич воспроизвёл на холсте образ отважного полковника Василия Скопенко — отца ректора Киевского национального университета имени Тараса Шевченко.
В июле 2002 года ему пожизненно назначена Президентская стипендия.